# Parathesis agostiniana
Parathesis agostiniana är en viveväxtart som beskrevs av Cyrus Longworth Lundell. Parathesis agostiniana ingår i släktet Parathesis och familjen viveväxter. Inga underarter finns listade i Catalogue of Life.